# Guyuefeng
Guyuefeng (kinesiska: 古岳峰, 古岳峰镇) är en köping i Kina. Den ligger i provinsen Hunan, i den södra delen av landet, omkring 73 kilometer söder om provinshuvudstaden Changsha. Antalet invånare är 19713. Befolkningen består av 9 504 kvinnor och 10 209 män. Barn under 15 år utgör 13,0 %, vuxna 15-64 år 73 %, och äldre över 65 år 12,0 %.
Genomsnittlig årsnederbörd är 1 859 millimeter. Den regnigaste månaden är maj, med i genomsnitt 295 mm nederbörd, och den torraste är oktober, med 29 mm nederbörd.